# Kőkemény Minnesota
A Kőkemény Minnesota (eredeti cím: North Country) 2005-ben bemutatott amerikai filmdráma, melyet Niki Caro rendezett. A főbb szerepekben Charlize Theron és Frances McDormand látható.

## Cselekmény
Josey Aimes elhagyja az őt bántalmazó férjét és visszatér szülővárosába, Észak-Minessotába, ahol szüksége lesz egy jó és biztos állásra. Legjobb barátnője segítségével álláslehetőséget kap egy fémbányában. Azonban rájön, hogy a férfiak, akikkel dolgozik, nem igazán látják szívesen, mint női munkaerőt és szexista viccekkel bombázzák. 

## Szereplők
| Szerep                  | Színész                       | Magyar hang            |
| ----------------------- | ----------------------------- | ---------------------- |
| Josephine "Josey" Aimes | Charlize Theron (felnőttként) | Kéri Kitty             |
| Josephine "Josey" Aimes | Amber Heard (fiatalon)        |                        |
| Glory Dodge             | Frances McDormand             | Kiss Mari              |
| Kyle Dodge              | Sean Bean                     | Sinkovits-Vitay András |
| Henry "Hank" Aimes      | Richard Jenkins               | Reviczky Gábor         |
| Robert "Bobby" Sharp    | Jeremy Renner (felnőttként)   | Czvetkó Sándor         |
| Robert "Bobby" Sharp    | Cole Williams (fiatalon)      |                        |
| Sherry                  | Michelle Monaghan             | Pikali Gerda           |
| Samuel "Sammy" Aimes    | Thomas Curtis                 |                        |
| Bill White              | Woody Harrelson               | Kőszegi Ákos           |
| Alice Aimes             | Sissy Spacek                  | Szabó Éva              |
| Gray Suchett            | Tom Bower                     | Áron László            |
| Leslie Conlin           | Linda Emond                   |                        |
| Big Betty               | Rusty Schwimmer               | Némedi Mari            |
| Peg                     | Jillian Armenante             | Kovács Nóra            |
| Arlen Pavich            | Xander Berkeley               | Várkonyi András        |
| Earl Slangley           | Chris Mulkey                  |                        |
| Ricky Sennett           | Corey Stoll                   |                        |
| Mr. Lattavansky         | Brad William Henke            |                        |
| Halsted bíró            | John Aylward                  |                        |

## Háttér
Lois Jensen, aki Josey karakterének alapjául szolgált, eredetileg 1975-ben kezdett dolgozni az EVTAC bányában a minnesotai Eveleth-ben. Keresetét 1986-ban adta be, pár évvel a film cselekményének kezdete előtt. A film lerövidíti a valódi eseményeket, Jensen pere 1999-ig húzódott, mire ítélet született. Jensen visszautasította, hogy eladja történetének megfilmesítési jogait, vagy tanácsadóként részt vegyen a film készítésében.
A film főbb forgatási helyszínei Eveleth, Virginia, Chisholm, Iron Range és Minneapolis voltak Minnesotában, valamint Silver City és Santa Fe Új-Mexikóban.

## Bemutató és bevételi adatok
Az alkotást a Torontói Nemzetközi Filmfesztiválon, valamint a Chicagói Nemzetközi Filmfesztiválon is bemutatták az amerikai mozikba kerülése előtt. Az első hétvége bevételei alapján (6 422 455 dollár) az ötödik helyet szerezte meg a bevételi toplistákon. A 30 millió dolláros költségvetésű mozi az Egyesült Államokban 18 324 242 dollárt hozott, világszerte pedig 69 000 000 dollárt.
A magyar mozik a filmet 2006. július 11-én kezdték vetíteni.

## Díjak és jelölések
Oscar-díj (2006)
- jelölés: legjobb női főszereplő – Charlize Theron
- jelölés: legjobb női mellékszereplő – Frances McDormand

BAFTA-díj (2006)
- jelölés: legjobb női főszereplő – Charlize Theron
- jelölés: legjobb női mellékszereplő – Frances McDormand

Golden Globe-díj (2006)
- jelölés: Legjobb színésznő (dráma) – Charlize Theron
- jelölés: legjobb női mellékszereplő – Frances McDormand